# Vittersbourg
Vittersbourg é uma comuna francesa na região administrativa de Grande Leste, no departamento de Mosela. Estende-se por uma área de 7,13 km². Em 2010 a comuna tinha 358 habitantes (densidade: 50,2 hab./km²).